# Lanicazes
Lanicazes (em turco: Lanikaz) era uma das tribos turcas existentes entre a Arábia e a Pérsia durante a Idade Média, principalmente entre os anos de 743 e 1050.